# Homenaje a las víctimas del paramilitarismo, la parapolítica y los crímenes de Estado
El Homenaje nacional a las víctimas del paramilitarismo, la parapolítica y los crímenes de Estado fue una marcha realizada el 6 de marzo de 2008 en Colombia, convocada por Movimiento Nacional de Víctimas de Crímenes de Estado (MOVICE), en cabeza de Iván Cepeda Castro, hijo del asesinado senador de la Unión Patriótica, Manuel Cepeda Vargas.
De acuerdo con lo informado por los organizadores, la manifestación tenía por objetivo acompañar a aquellas personas víctimas de los grupos paramilitares que, en ocasiones, en acompañamiento de miembros de las Fuerzas Militares han sido responsables del desplazamiento forzado de miles de personas, así como la desaparición de cerca de 15.000 otras, muchos de los cuales, fueron asesinados y enterrados en fosas comunes, o arrojados sus cadáveres a ríos. De la misma forma, son responsables de la muerte de miles de indígenas, sindicalistas y militantes de grupos políticos de izquierda. Según informes de este movimiento, entre 1982 y 2005, los paramilitares perpetraron más de 3.500 masacres, y robaron más de seis millones de hectáreas de tierra. Igualmente se protestaba por la llamada parapolítica, que es el escándalo político que se desató a raíz de la revelación de los vínculos de algunos políticos, con grupos paramilitares.

## Día de la manifestación
Según Revista Semana, se calcula que aproximadamente un millón de personas, salieron a marchar en la mayoría de las capitales del país, y en ciudades del extranjero. Las manifestaciones más nutridas, se dieron en Bogotá, Medellín, Barranquilla, Cali y Cartagena. También se presentaron marchas en ciudades del mundo, principalmente en Buenos Aires, Berlín, Madrid, París, Caracas, Ciudad de México, Bruselas, Nueva York y Washington.
En una entrevista realizada el mismo 6 de marzo, el organizador de la jornada, Iván Cepeda Castro, aludió a un reporte de Reuters donde se habría mencionado la cifra de «dos  millones» de participantes alrededor del mundo. Movimiento Nacional de Víctimas de Crímenes de Estado, comunicó el 10 de marzo que alrededor de 30.000 personas asistieron al homenaje en la ciudad de Bogotá. En una columna suya, publicada en El Espectador el 14 de marzo, Cepeda expresó que «cientos de miles de personas» participaron en 102 ciudades, dentro y fuera del país.
La marcha se realizó el 6 de marzo de forma pacífica, aunque se presentó un enfrentamiento entre un reducido grupo agitadores y la policía, frente al congreso colombiano. A la marcha asistieron miles de colombianos de diversos sectores, incluyendo familiares de personas desaparecidas, asesinadas o secuestradas por los grupos paramilitares o por agentes del Estado.

## Ambiente previo
Cerca de un mes antes, el 4 de febrero de 2008, se realizó una manifestación en contra del grupo guerrillero FARC-EP, donde millones de personas salieron a las calles a protestar por los crímenes de dicha guerrilla; se calcula que cerca de 6 millones de personas participaron.
El 6 de marzo, día en que se realizó el homenaje, el gobierno colombiano estaba en medio de una crisis diplomática con Venezuela y Ecuador, la cual, acaparó la atención de la opinión pública. No obstante los principales medios de comunicación hicieron cubrimiento del evento.

## Controversias

### Voces en contra
El asesor presidencial, José Obdulio Gaviria, manifestó que no apoyaría el homenaje argumentando que era convocado por las FARC-EP, y que los paramilitares eran un grupo en proceso de desmovilización; otros críticos a la marcha del 6M —como se le conoce también a la jornada— que invitaron a no marchar, fueron Fernando Londoño Hoyos (exministro de gobierno de Uribe), Plinio Apuleyo Mendoza, y el periodista Rafael Nieto, quienes son conocidos por sus posiciones dentro de la derecha. 
Antes de dicha declaración, Agencia de Noticias Nueva Colombia (ANNCOL), que difundia información de las FARC-EP, había anunciando su respaldo a la nueva convocatoria. Iván Cepeda expresó que su movimiento «rechaza cualquier adhesión de grupos al margen de la ley», y criticó al gobierno por no haber hecho lo mismo, cuando grupos paramilitares expresaron su apoyo a la marcha del 4 de febrero. Los jefes paramilitares desmovilizados, por medio del Movimiento Nacional de Autodefensas Desmovilizadas, dijeron que la marcha del 6 de marzo tenía como objetivo deslegitimar el que consideraron, rechazo contra las FARC-EP. El gobierno colombiano desacreditó de manera no oficial la iniciativa.

### Denuncias de persecución a manifestantes
Algunas organizaciones políticas y sociales que participaron en la marcha, denunciaron amenazas y asesinatos cometidos contra personas que promovían la misma. Iván Cepeda responsabilizó al asesor presidencial José Obdulio Gavíria, quien días antes de la marcha había manifestado que la jornada era convocada por FARC-EP, hecho que no rectificó el gobierno, pese a los reclamos de los organizadores. Cepeda envió una carta al gobierno solicitando la destitución del asesor.
Días después de la marcha, se conocieron amenazas en Bogotá por parte del denominado Bloque Metropolitano del grupo paramilitar las Águilas Negras, el cual, hacía pública su intención de asesinar a los promotores de la jornada, e incluso, a quienes sólo participaron de ésta. Una de las amenazas decía «Ustedes utilizaron dicha marcha para hundirnos más y poner a la gente en contra nuestra. Comenzaremos a matarlos».

### Carta de protesta de congresistas norteamericanos
En abril de 2008, sesenta y tres congresistas de Estados Unidos enviaron una carta al presidente Uribe, solicitándole que se aparte de las declaraciones que hizo su asesor presidencial, en las que decía que la jornada de homenaje era promovida por las FARC-EP. El embajador de ese país en Colombia, dijo que el gobierno debería tomar en serio la carta de los congresistas. Uribe respondió que cada quien debía asumir la responsabilidad de sus palabras. Días después de recibida la carta, Obdulio Gaviria respondió en un escrito explicando sus pronunciamientos.